# Caso Barceló
Caso Barceló, también conocido como Crimen Barceló - Larraín es el nombre que recibe el asesinato de Rebeca Larraín Echeverría en 1934 por parte de su esposo, el arquitecto, Roberto Barceló Lira. Este crimen marcó un precedente dentro de la justicia en Chile, debido al origen social de Barceló, perteneciente a la alta sociedad nacional, convirtiéndose así en el “primer parricidio de la oligarquía chilena”.

## Antecedentes
La madre de Rebeca, Inés Echeverría, relató en su libro “Por él”, antecedentes de la relación de su hija y Barceló. Según lo expuesto, la pareja tenía problemas de dinero, esto debido a los excesos de Barceló y su falta de control al momento de gastar, y la negativa de los padres de su esposa en ayudarlos económicamente, no por falta de interés, si no para que Roberto aprendiera a valorar el dinero y hacerse cargo de su esposa e hijos.
Echeverría también mencionó antecedentes de violencia intrafamiliar, agresiones por parte de Roberto hacia Rebeca, por notar su falta de interés en él, y la iniciativa de querer separarse, viendo este “empoderamiento” como una amenaza. En junio, semanas antes del asesinato, Rebeca abandonó el hogar que ambos compartían en la comuna de Providencia para ir junto a sus hijos a vivir a la casa de su madre. Roberto fue a pedirle que volviera junto a él, pidiendo permiso a su suegra también, quien al desconocer los problemas que atravesaba la pareja durante el último tiempo, le dio permiso y sugirió a su hija que volviera a casa. 
Dentro de la problemática económica, también se hizo presente la arista de la herencia de Rebeca, suma importante de dinero que recibió tras la muerte de su padre, por lo que la muerte de su esposa, lo dejaba a él a cargo de todos sus bienes. 

## Asesinato de Rebeca Larraín
En 1933, Rebeca Larraín Echeverría, murió de un disparo por la espalda perpetrado por su esposo, el arquitecto Roberto Barceló. El hecho ocurrió en la casa del matrimonio, ubicada en la Calle Holanda, un barrio de la comuna de Providencia, ubicado en Santiago de Chile. Fue el mismo Barceló quien dio aviso a las autoridades, informando que su esposa había fallecido; al momento de llegar Carabineros al lugar, lo detuvo como principal sospechoso del crimen. 
Tras ser declarado culpable, y después de un año de investigación, el 23 de enero de 1934 Barceló fue sentenciado a la pena de muerte, condena existente para los crímenes de parricidio en el país. Sin embargo su ejecución no se llevó a cabo hasta el 23 de noviembre de 1936, tres años después de cometido el crimen. Su fusilamiento se produjo en la Penitenciaría de Santiago, siendo Roberto Barceló el primer miembro de la aristocracia chilena en ser condenado a muerte por el asesinato de su esposa.

## Cronología del juicio
Roberto Barceló fue detenido el día 30 de junio de 1933, mismo día que dio muerte a su esposa en calidad de principal responsable de los hechos. 
Siete meses después de su detención, el 23 de enero de 1934, Barceló fue condenado a muerte por el delito de parricidio. Sin embargo, tras el anuncio de la sentencia, sus abogados defensores presentaron un recurso de casación a la Corte Suprema de Santiago en orden de evitar la ejecución de su defendido. 
El 25 de mayo de 1934, la Corte rechazó el recurso presentado, corroborando la sentencia de muerte. Pasaron dos años hasta que la condena fue oficialmente confirmada el 23 de noviembre de 1936. Hasta ese punto, los abogados de Barceló continuaron intentando anular la condena, pidiendo el indulto al presidente de la época, Arturo Alessandri Palma, sin embargo este se negó, según lo rumoreado por la cercanía a la familia materna de Rebeca Larraín. Tras la negativa al indulto, Roberto Barceló fue fusilado el 26 de noviembre de 1936. 

## Impacto mediático
El hecho fue paulatinamente captando la atención de los medios de la época. En un comienzo pasó desapercibido debido al origen social de la pareja, Roberto Barceló, era un destacado arquitecto que estuvo a cargo del diseño del edificio donde funcionaba el Diario La Nación.
Por otro lado, su esposa y víctima, Rebeca Larraín Echeverría, era tataranieta de Andrés Bello (redactor del código civil chileno) e hija de Inés Echeverría Bello, destacada escritora del siglo XIX, bajo el seudónimo de “Iris”, esto significó que los hechos de violencia familiar no tuvieran la repercusión esperada, especialmente porque la defensa de Barceló calificaba el crimen como un “accidente doméstico”.
Fue la intervención de la madre de Rebeca la que provocó que el crimen de su hija comenzara a tener repercusión en la prensa, especialmente porque nunca antes había sido condenado un miembro de la élite nacional por violencia doméstica; pero más allá de esta razón, lo que realmente captó la atención de la prensa y la sociedad, fue el hecho de cómo la oligarquía chilena podía influenciar en la justicia a su gusto y beneficio. 
Así también, el crimen y juicio de Barceló fue obteniendo mayor repercusión debido a los reconocidos personajes que de alguna u otra forma fueron formando parte de la situación. El sacerdote Alberto Hurtado, se encontraba de parte de Roberto Barceló, apoyando su alegato de inocencia, y fue quien ofició una misa antes de su ejecución.

## Legado
El crimen Barceló - Larraín, no solamente se convirtió en la primera condena a un hombre de élite por el asesinato de su esposa, sino que también por la defensa de Inés Echeverría, quien buscando justicia para su hija, se convirtió en un precedente de la defensa de los derechos de la mujer en la historia del país.